# 나가누마정
나가누마정(일본어: 長沼町)은 일본 홋카이도 소라치 종합진흥국 관내 남부에 있는 정이며 기타히로시마시 동부와 인접한다.
이름은 홋카이도 개척 전에 이곳에 있던 우각호의 기다란 늪에서 유래한다. 아이누어로 ‘탄네·토’(tanne-to, 기다란 늪)로 불리고 있었다.

## 지리
소라치 종합진흥국 관내 남부에 위치한다. 동부는 구릉지대(마오이의 언덕)이고 서부에는 평야가 펼쳐진다.

### 인접한 자치체
- 소라치 종합진흥국
  - 이와미자와시, 난포로정, 구리야마정, 유니정
- 이시카리 진흥국
  - 기타히로시마시, 에니와시, 지토세시

## 역사
- 1902년 - 2급 정촌제 시행으로 유바리군 나가누마촌이 성립하였다.
- 1907년 - 1급 정촌제를 시행했다.
- 1952년 - 정으로 승격해 나가누마정이 되었다.

## 경제
농업(벼농사, 밭농사, 과수 재배)이 활발하다.

## 교통

### 도로
- 국도 274호선
- 국도 337호선

## 자매 도시
- 일본 이와테현 오슈시